# Ezkio-Itsaso
Ezkio-Itsaso (Spanisch: Ezquioga-Ichaso) ist eine Dorf und eine Gemeinde in der Provinz Gipuzkoa im spanischen Baskenland. Sie hat 588 Einwohner (Stand: 2024). Die Gemeinde wurde 1965 durch den Zusammenschluss von Ezkio und Itsaso gebildet. Zu der Gemeinde gehören daneben die Ortschaften Santa-Lutzi-Anduaga, in der sich auch der Verwaltungssitz befindet, und Alegi (Alegría).

## Geografie
Ezkio-Itsaso liegt etwa 90 Kilometer südöstlich von Bilbao und etwa 50 Kilometer südwestlich von Donostia-San Sebastián in einer Höhe von ca. 220 m. Durch die Gemeinde führt die Autovía A-636. 

## Wirtschaft
In der Gemeinde befinden sich zahlreiche Industrieunternehmen der Metallverarbeitung sowie Zulieferbetriebe.

## Bevölkerungsentwicklung
| 1970 | 1981 | 1991 | 2001 | 2011 | 2021 |
| ---- | ---- | ---- | ---- | ---- | ---- |
| 764  | 583  | 545  | 568  | 609  | 614  |